# Corredor Biocultural Gran Selva Maya

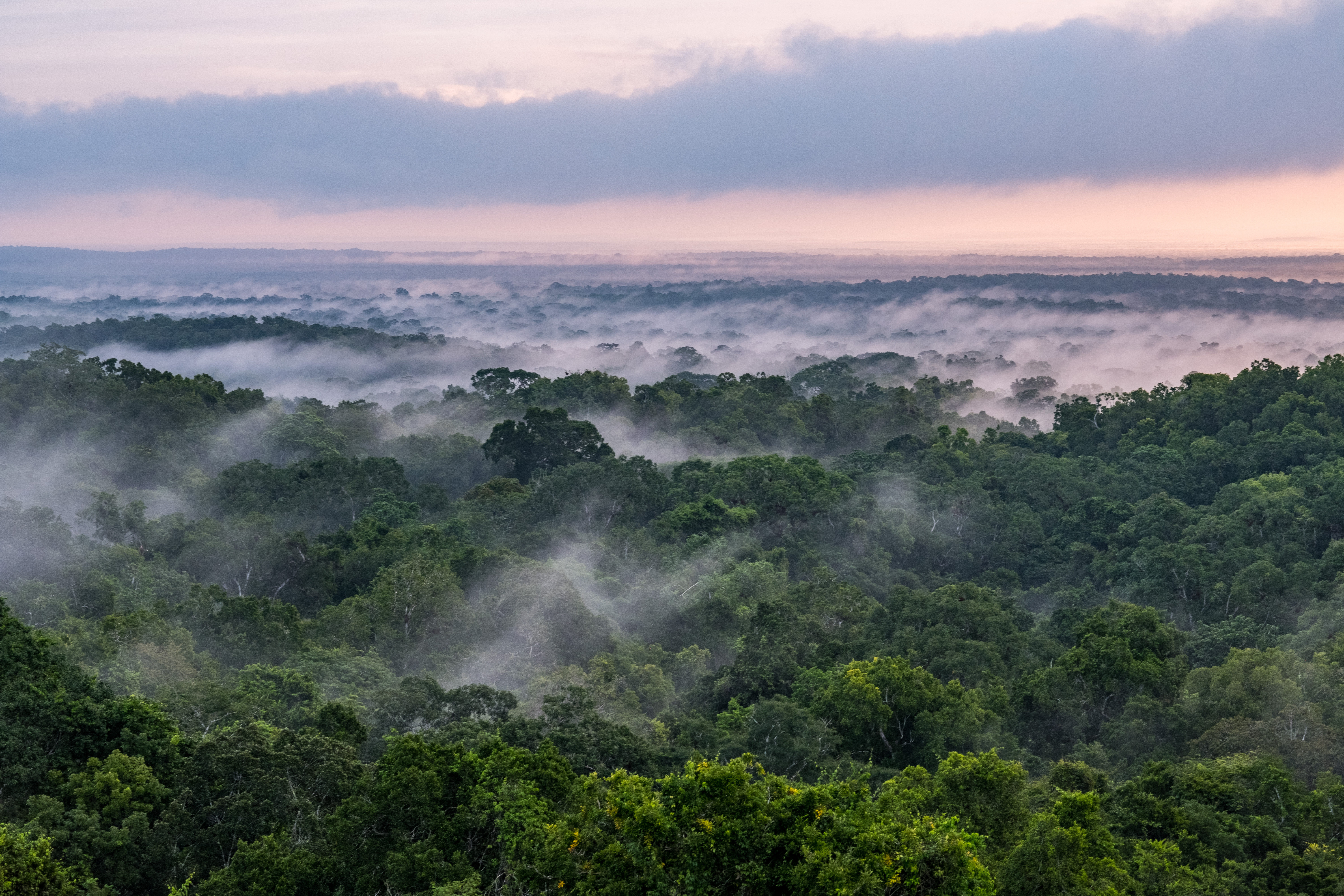
Vista de la Reserva de la Biosfera Maya, ubicada en el El Petén (Guatemala), al norte y oeste de Campeche y Tabasco (México), y al este con Belice.

El Corredor Biocultural Gran Selva Maya es un acuerdo trinacional de cooperación ambiental que garantiza la protección de la naturaleza en tres países, México, Guatemala y Belice.   Con una extensión de 5.7 millones de hectáreas entre los tres países, el territorio alberga una de las regiones con mayor biodiversidad del continente americano, siendo la segunda mayor selva tropical de América, solo detrás de la Amazonía.    
La región también es el hogar de una gran variedad de pueblos mayas cada uno con una lengua, cultura y costumbres distintas, así como de importantes sitios arqueológicos mayas como Tikal, Calakmul, Caracol, Palenque, Edzná, Yaxhá, Piedras Negras, El Mirador, Lamanai y Altún Ha, por mencionar algunas.   

## Historia
El día 11 de agosto de 2025 la presidenta de México anunció que sostendría una reunión trilateral con sus homólogos de Guatemala y Belice para la discusión de proyectos conjuntos de suma importancia.  La mañana del 15 de agosto de 2025, la presidenta viajó de gira primero hacia Guatemala para reunirse con su homólogo guatemalteco Bernardo Arévalo en el departamento de El Petén con el fin de hacer público el anuncio de una cooperación primeramente binacional entre Guatemala y México para la conservación del patrimonio natural y cultural de la zona maya en ambos países, así como anunciar planes tempranos para la expansión del Tren Maya hacia comunidades y sitios mayas de alta importancia en Guatemala y Belice, con el fin de detonar una zona económica por medio del desarrollo turístico sustentable, la protección de espacios naturales, la preservación de flora y fauna endémica de la región, y de apoyo a las comunidades y pueblos indígenas que durante décadas fueron abandonados por el gobierno, además de combatir problemáticas como la migración, el narcotráfico, la desigualdad social y la movilidad sustentable.    Sheinbaum anunció también que el programa para el Bienestar, Sembrando Vida comenzaría su segunda fase en Guatemala y Belice, como una acción conjunta entre los tres países para llevar prosperidad y reforestar áreas cruciales de la selva maya. 

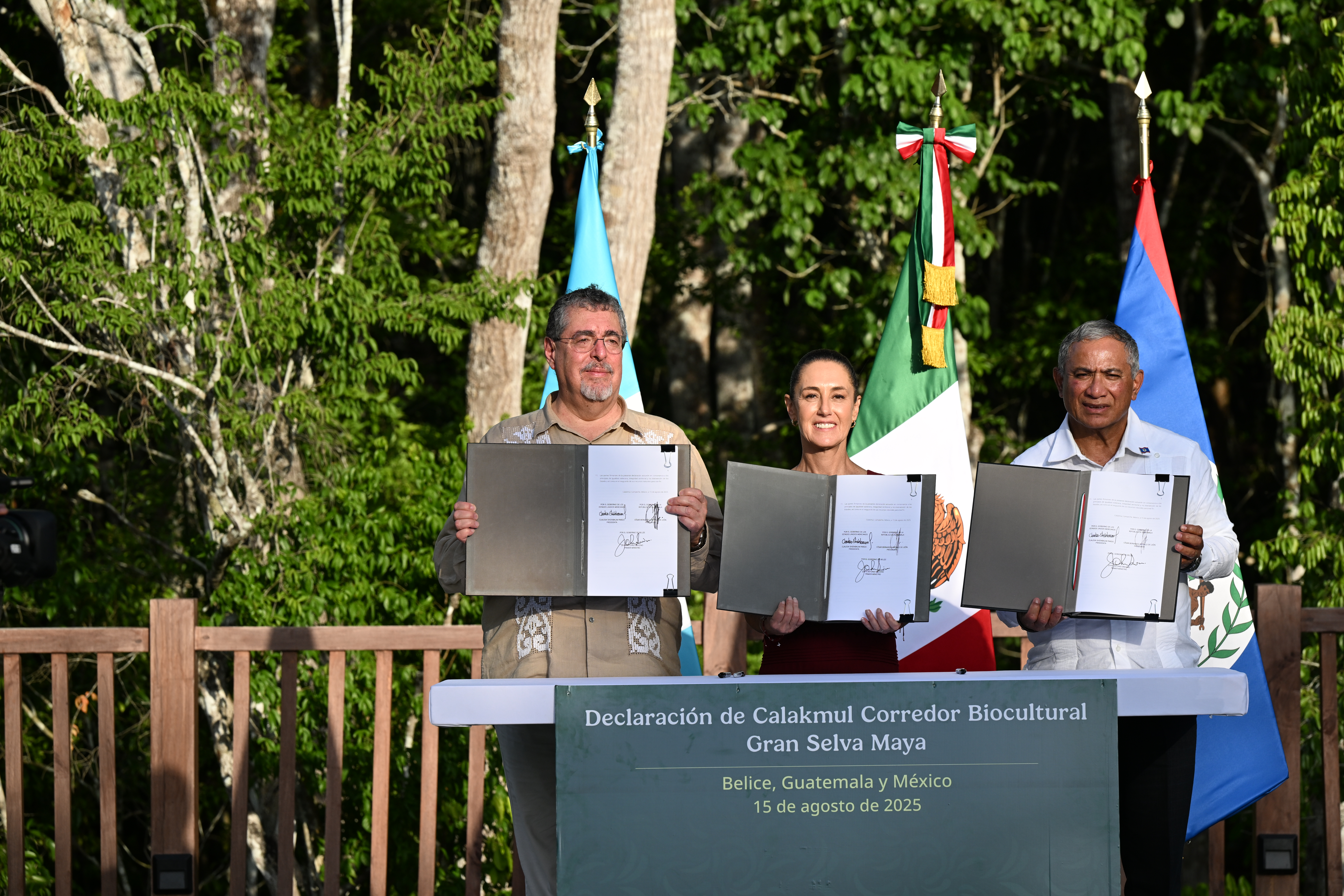
Los jefes de estado Bernardo Arévalo de Guatemala, Claudia Sheinbaum de México, y el primer ministro Johnny Briceño de Belice, durante la firma del acuerdo trinacional Corredor Biocultural Gran Selva Maya en Calakmul.

Durante la tarde del mismo día, el presidente Arévalo junto con Sheinbaum viajaron a Calakmul, Campeche, en el Hotel Mundo Maya Calakmul, dónde tuvieron una reunión de alto nivel con el primer ministro de Belice, Juan Antonio Briceño, y posteriormente una conferencia de prensa en la cual presentaron oficialmente la Declaración de Calakmul, Corredor Biocultural Gran Selva Maya, declarando así el 15 de agosto como Día de la Gran Selva Maya.   
El acuerdo del Corredor Biocultural Gran Selva Maya compromete a las tres naciones a combatir la tala ilegal de árboles, el tráfico de especies en peligro de extinción, la expansión de infraestructura ilegal, los incendios forestales provocados, la caza ilegal de especies y la protección de las áreas naturales protegidas en coordinación con las comunidades mayas y afrodescendientes de la región.   

## Extensión y Áreas Naturales Protegidas

### Superficie por país
| País      | Hectáreas | Porcentaje |
| --------- | --------- | ---------- |
| Guatemala | 2,673,726 | 2.7        |
| México    | 2,426,451 | 2.4        |
| Belice    | 591,700   | 0.6        |
| Total     | 5,691,877 | 5.7        |

### Áreas Naturales del Corredor Biocultural
- Guatemala [17]
  - Parque Nacional Mirador-Río Azul
  - Reserva de la Biosfera Maya
  - Parque Nacional Tikal
  - Biotopo Protegido San Miguel La Palotada-El Zotz
  - Biotopo Protegido Naachtun-Dos Lagunas
  - Parque Nacional El Rosario
  - Parque Nacional Laguna del Tigre
  - Parque Nacional Yaxhá-Nakum-Naranjo
  - Sierra del Lacandón

- México [17]
  - Reserva de la Biosfera de Calakmul
  - Reserva de la Biosfera de Balamkú
  - Reserva de la Biosfera Montes Azules
  - Área de protección de flora y fauna Cañón del Usumacinta
  - Área de Protección de Flora y Fauna Balam Kin
  - Parque Nacional de Palenque
  - Zona Arqueológica de Bonampak
  - Zona Arqueológica de Yaxchilán
  - Área de Protección de Flora y Fauna Chan-Kin
  - Reserva de la biosfera Lacan-Tun
  - Área de protección de flora y fauna Nahá-Metzabok
  - Parque Nacional Lagunas de Montebello

- Belice [17]
  - Área Natural Protegida Aguas Turbias
  - Reserva Maya y Área de Conservación Río Bravo
  - Área de Conservación y Manejo Shipstern y Granja de Mariposas
  - Santuario de Vida Salvaje Crooked Tree
  - Santuario de Vida Salvaje Cockscomb Basin
  - Sitio Maya de El Caracol
  - Sitio Maya de Xunantunich
  - Sitio Maya de Lamanai
  - Sitio Maya de Nohmul
  - Sitio Maya de Cerros
  - Sitio Maya de Cuello
  - Sitio Maya de Altún Ha